# Seksualna politika mesa
Seksualna politika mesa (1990.) autorke Kerol Dž. Adams je knjiga u kojoj se obrađuju veze između feminizma i vegetarijanstva, odnosno patrijarhata i konzumacije mesa. Autorka se bavi temom kroz analizu istorijskih događaja i književnih tekstova. U ovoj knjizi, Adams uvodi termin odsutni označitelj - koji u ovom kontekstu - služi da "razdvoji konzumenta mesa od životinje, ali i životinju od krajnjeg proizvoda."
Autorka napominje da vegetarijanstvo nije samo za žene, već da seksizam nekih vegetarijanaca, vegetarijanskih grupa i kultura dokazuje neophodnost usvajanja otvorene feminističke perspektive.